# Talisia coriacea
Talisia coriacea är en kinesträdsväxtart som beskrevs av Ludwig Radlkofer. Talisia coriacea ingår i släktet Talisia och familjen kinesträdsväxter. Inga underarter finns listade i Catalogue of Life.